# Atrociraptor
Atrociraptor (dt. grausamer Räuber) ist eine Gattung fleischfressender Dinosaurier aus der Gruppe der Dromaeosauridae. Bisher ist lediglich ein fragmentarischer Schädel bekannt, der in der Horseshoe-Canyon-Formation von Alberta (Kanada) entdeckt wurde und in die Oberkreide (spätes Campanium bis frühes Maastrichtium) datiert wird.
Atrociraptor erreichte eine Länge von etwa 1,8 m.

## Merkmale
Der gefundene fragmentarische Schädel besteht aus dem rechten Oberkiefer (Maxillare), dem recht vollständigen rechten Dentale (der zahntragende Teil des Unterkiefers), Teilen des linken Dentale, beiden Zwischenkieferbeinen (Prämaxillare) sowie zahlreichen Knochenfragmenten. Im Unterschied zu anderen Dromaeosauriden war der Schädel ungewöhnlich kurz und hoch. So war der Grundkörper des vor dem Oberkiefer sitzenden Zwischenkieferbeins höher als breit, ähnlich wie bei Deinonychus. Die Zähne waren stärker nach hinten gebogen als bei anderen Dromaeosauriden außer Bambiraptor und Deinonychus. Die Zähne des Oberkiefers waren allesamt etwa gleich groß. Zudem war das Maxillarfenster größer als bei anderen Dromaeosauriden und direkt über dem Promaxillarfenster gelegen, während es bei allen anderen Dromaeosauriden hinter letzterem lag.
Die Zähne waren flach und klingenartig, wobei die Zähne des Unterkiefers generell kleiner waren als die des Oberkiefers. Die Dentikel (Zähnchen) waren auf der hinteren Schneidekante der Zähne größer und weniger zahlreich als auf der vorderen Schneidekante, ähnlich wie bei anderen Dromaeosauriden. Im Zwischenkieferbein saßen auf jeder Seite vier Zähne, wie bei anderen Dromaeosauriden. Jeder Oberkiefer trug 11 Zähne. Die Anzahl der Zähne im Unterkiefer kann nicht genau bestimmt werden, schätzungsweise trug jeder Unterkiefer jedoch 14 Zähne. Insgesamt trug Atrociraptor somit vermutlich 58 Zähne. Der Oberkiefer (Maxilla) ist in einer Länge von 9,2 cm und einer Höhe von 4,5 cm erhalten, wovon die Zahnreihe 8,5 cm ausmacht. Somit ist der Oberkiefer ebenso wie das Zwischenkieferbein tiefer als bei anderen Dromaeosauriden.

## Systematik
Currie und Varicchio untersuchten bei ihrer Erstbeschreibung von Atrociraptor die Verwandtschaftsbeziehungen der neuen Gattung, basierend auf Schädelmerkmale. Sie kamen zu dem Schluss, dass Atrociraptor am nächsten mit Deinonychus und am zweitnächsten mit Bambiraptor verwandt war, und ordneten Atrociraptor innerhalb der Velociraptorinae ein, einer Untergruppe der Dromaeosauridae. Diese Zuordnung basiert auf die Dentikel, die auf der Vorderseite der Zähne kleiner sind als auf der Rückseite. Eine neuere Studie von Currie und Longrich (2009) klassifiziert Atrociraptor jedoch zusammen mit Saurornitholestes und Bambiraptor innerhalb einer neuen Gruppe, der Saurornitholestinae.

## Entdeckungsgeschichte und Namensgebung

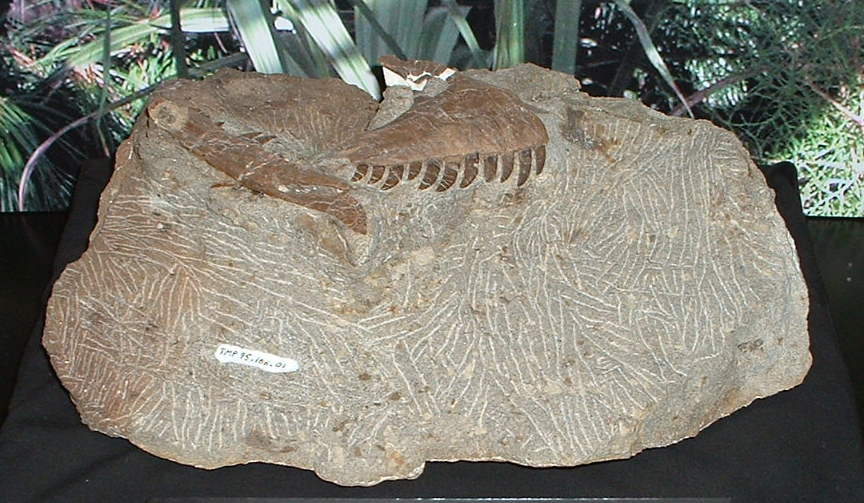
Fragmentarischer Schädel von Atrociraptor

Der Fund (Holotyp, Exemplarnummer TMP 95.166.1) wurde im Jahr 1995 von Wayne Marshall entdeckt und von Ken Kucher vom Royal Tyrrell Museum of Palaeontology präpariert. Marshall entdeckte Kiefer- und Zahnfragmente in einem Abhang, etwa fünf Kilometer westlich des Royal Tyrrell Museums of Palaeontology in Drumheller. Der Fund befand sich in einem relativ harten, isolierten Block aus Sandstein, der von weicheren Sanden umgeben war. Die Fundstelle befindet sich etwa fünf Meter über dem Daly-Kohleflöz Nummer 7. Atrociraptor wurde 2004 von Philip J. Currie und David Varricchio wissenschaftlich beschrieben. Der Name Atrociraptor leitet sich aus den lateinischen Wörtern atroci – „grausam, brutal“ und raptor „Räuber“ ab. Der Artname marshalli ehrt Wayne Marshall, dem Entdecker des Schädels.

## Belege